# Emmanuel Henri Victurnien de Noailles
Emmanuel Henri Victurnien de Noailles (Maintenon, 15 settembre 1830 – Parigi, 16 febbraio 1909) è stato un critico letterario e storico francese.
Era il secondo figlio di Paul de Noailles. Il marchese di Noailles prestò servizio negli Stati Uniti nel 1872, fu ambasciatore in Italia nel 1873, nell'impero ottomano dal 1882 al 1886 e in Germania dal 1896 al 1902.

## Opere
- La Pologne et ses frontières (1863),
- La Poésie polonaise (1866),
- Henri de Valois et la Pologne en 1572 (1867).